# Кракс
Кракс (Crax) — рід куроподібних птахів родини краксових (Cracidae). Включає 7 видів. Поширені в Південній і Центральній Америці.

## Опис
Представники цього роду вирізняються своїм статевим диморфізмом: самці мають яскравіше забарвлення і нарости на обличчі. Для них також характерні кучеряві гребені та контрастно забарвлені криссуми (ділянка навколо клоаки).

## Види
- Кракс великий (Crax rubra)
- Кракс синьодзьобий (Crax alberti)
- Кракс венесуельський (Crax daubentoni)
- Кракс амазонійський (Crax globulosa)
- Кракс червонодзьобий (Crax blumenbachii)
- Кракс жовтодзьобий (Crax fasciolata)
- Кракс тонкодзьобий (Crax alector)